# Blessed
Singles par Avicii
Levels
(2011) You're Gonna Love Again
(2012)
Singles par Shermatology
Grindin
(2011) Can't Stop Me
(2012)
Blessed est une chanson de Avicii sorti en décembre 2011 sous le pseudonyme de Tom Hangs, en collaboration avec Shermanology. La chanson a été écrite par Tim Bergling, Arash Pournouri et produit par Tim Bergling.

## Classements
| Classement (2011)             | Meilleure position |
| ----------------------------- | ------------------ |
| Allemagne (GfK Entertainment) | 50                 |
| France (SNEP)                 | 69                 |
| Pays-Bas (Nederlandse Top 40) | 9                  |
| Pays-Bas (Single Top 100)     | 22                 |